# ヘラクレスで上場廃止となった企業一覧
ヘククレスで上場廃止となった企業一覧（ヘラクレスでじょうじょうはいしとなったきぎょういちらん）は、過去にヘラクレスで上場廃止となった企業の一覧である。
主に倒産や株式非公開化に伴って上場廃止になった企業について記述する。株式交換や合併による上場廃止はここでは記述しない。

## 2003年
- デジキューブ（2003年12月11日、ヘラクレス 7589）

## 2004年
- メディア・リンクス（2004年5月6日、ヘラクレス 2748）

## 2006年
- アドテックス（2006年5月14日、ヘラクレス 6739）

## 2007年
- サンライズ・テクノロジー（2007年6月25日、ヘラクレス 4830）
- クインランド（2007年11月9日、ヘラクレス 2732）

## 2008年
- レイコフ（2008年4月21日、ヘラクレス 8941）
- アスキーソリューションズ（2008年5月23日、ヘラクレス 3801）

## 2009年
- サイバーファーム（2009年2月17日、ヘラクレス 2377）
- オックスホールディングス（2009年3月6日、ヘラクレス 2350）